# St. Johannes Baptist (Züschen)

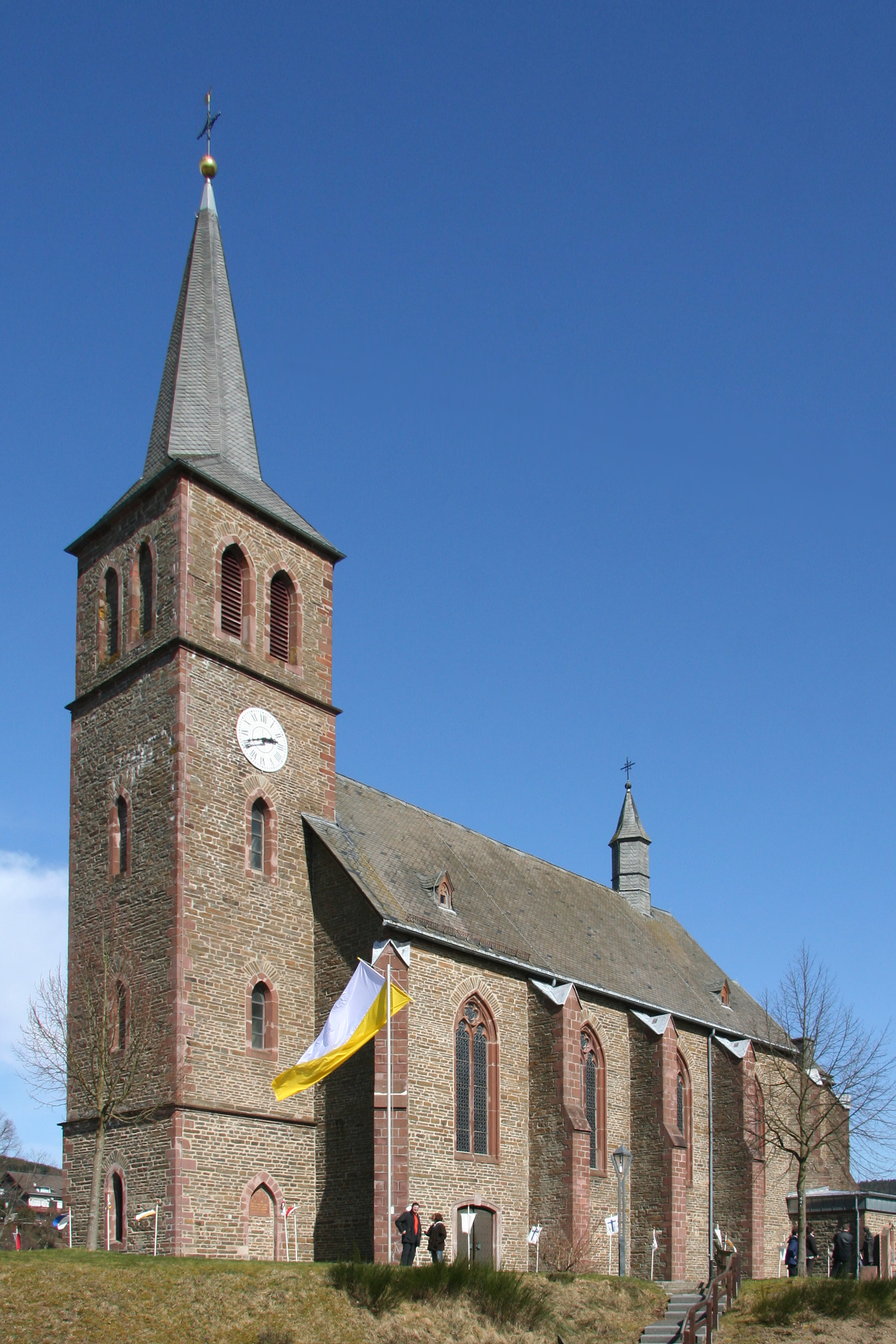
St. Johannes Baptist in Züschen

St. Johannes Baptist in Züschen (Winterberg) im Hochsauerlandkreis ist eine katholische Pfarrkirche, deren Entstehung ins 12. Jahrhundert datiert wird. In ihrer jetzigen Form wurde sie nach einem Neubau im Jahr 1857 errichtet. Konrad Martin, Bischof von Paderborn, konsekrierte die neue Kirche am 2. September 1857.

## Geschichte und Entwicklung
Zur Zeit der Missionierung des Sauerlandes (ab dem 9. Jahrhundert) war Züschen nach Medebach eine der frühen Pfarreien. Daher wird die erste Pfarrkirche auf die Zeit um 1100 datiert. Die erste urkundliche Erwähnung der Kirche erfolgte im Jahr 1310.
Das Kirchenpatronat stand um 1520 dem Grafen von Waldeck zu, während die Kollation vom Offizial der Soester Propstei vorgenommen wurde. 1800 nahm der Erzbischof von Köln die Präsentation des Pastors vor.
Lange Zeit umfasste die Pfarrei die Filialen Liesen und ab dem 18. Jahrhundert Mollseifen. Hesborn wurde seit der Reformationszeit in Personalunion bis 1731 mit verwaltet.

### Baugeschichte
Die alte Pfarrkirche bestand aus einem einschiffigen Saal, der zwölf Meter lang, sechs Meter breit und fünf Meter hoch war. Östlich schloss sich ein 1304 errichteter Chor an, der knapp sechs Meter lang und ebenso breit war. Die Mauern waren etwa einen Meter dick. Das Gewölbe war aus Holz und mit Schiefer gedeckt. Der Kirchturm schloss sich unmittelbar westlich an das Kirchenschiff an und wurde beim Gottesdienst mit genutzt. Er war knapp vier Meter lang, ebenso breit und etwa 13 Meter hoch. Abgeschlossen wurde er von einem stumpfen Turmhelm.
Bei einer Kirchenvisitation im Jahr 1800 entstand erstmals die Idee eines Kirchenneubaus für die inzwischen baufällige und zu klein gewordene Pfarrkirche. Eine entsprechende Anordnung des letzten Kölner Erzbischofs Max Franz vom 6. Mai 1801 wurde aufgrund der bald darauf erfolgten Okkupation des Landes durch die Hessen nicht mehr umgesetzt. Wegen fehlender Finanzmittel wurde 1831 versucht, die alte Kirche noch einmal notdürftig zu reparieren. Die neue Kirche wurde nach Klärung der Finanzierung in den Jahren 1855 bis 1857 nach Abbruch der alten Kirche an derselben Stelle im neugotischen Stil erbaut. Es handelt sich um ein einschiffiges Langhaus mit vier Jochen, einem 5/8-Chorschluss und einem Westturm. Den Neubau leitete der Maurermeister Robert Lange aus Marsberg. Die Steine für den Kirchbau (Grauwacke) wurden aus kleinen Steinbrüchen in der unmittelbaren Umgebung von Züschen gebrochen. Die Grauwacke konnte wegen ihrer Sprödigkeit nicht für die Ecken vermauert werden. Diese wurden aus rotem Sandstein, der teils aus Nordenbeck, teils aus Frankenberg (Eder) bezogen wurde, erbaut. Das Kirchendach ist mit Schiefer gedeckt. Zuletzt wurde es 1952 erneuert.
Durch den vergrößerten Neubau fiel der alte Kirchhof weg. Die Toten wurden ab 1852 auf dem bisherigen anliegenden Pastoratsacker begraben.

## Ausstattung

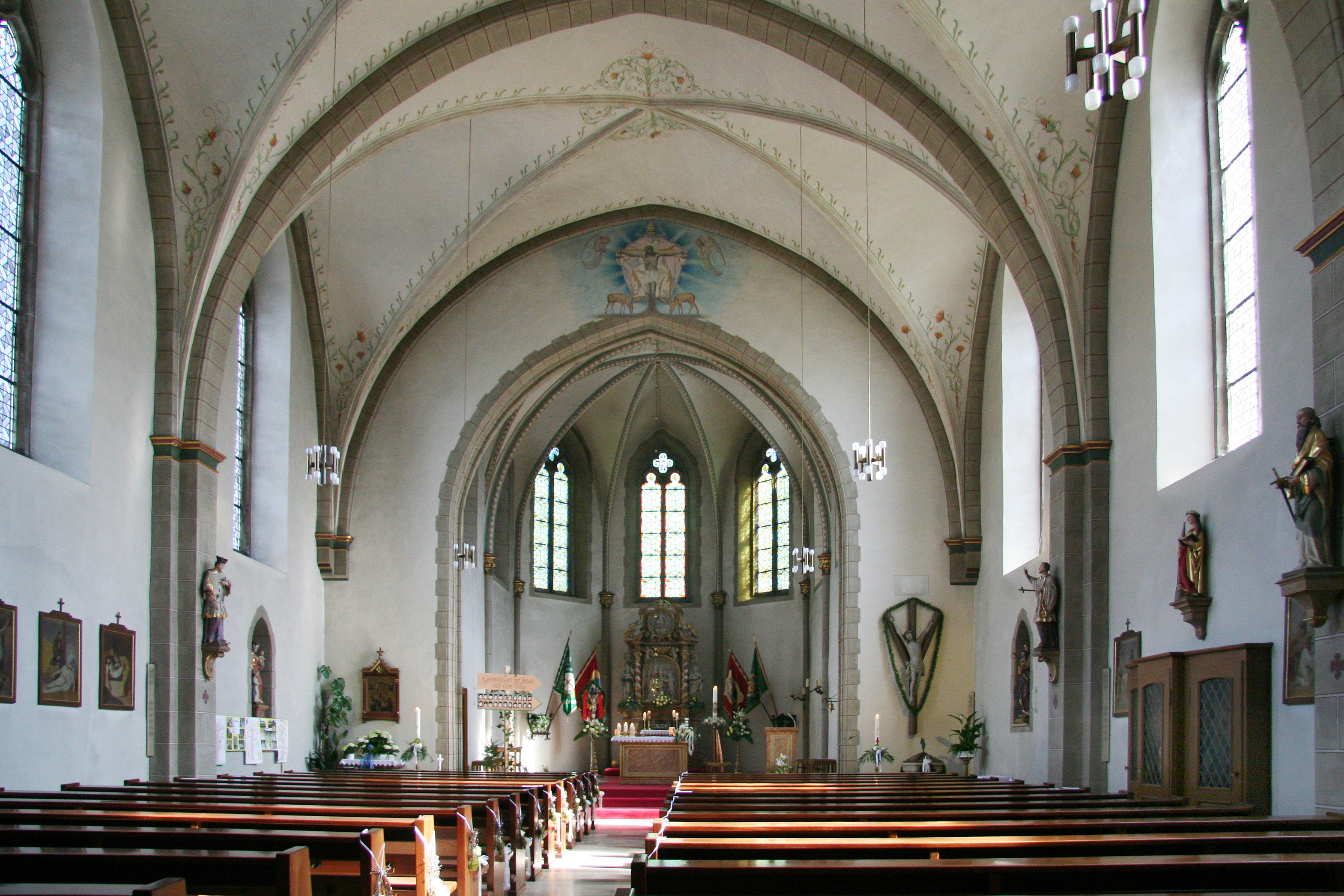
Innenraum

### Altäre
Der Kirchenheilige ist Johannes der Täufer. Das Kirchweihfest ist der 24. Juni. Zweiter Patron ist der Heilige Severin, Erzbischof von Köln. Später wurde noch die Heilige Agatha, die Schutzpatronin gegen Feuersbrünste, verehrt. Deshalb fanden sich auf dem Hauptaltar im Mittelbild die Enthauptung Johannes des Täufers und an den Seiten die Figuren der anderen beiden Patrone. Dieser Hauptaltar wurde im Jahr 1711 von dem Künstler Papen aus Giershagen errichtet. Er ist neben einer Heiligenfigur als einziger Einrichtungsgegenstand in die neue Kirche übernommen worden.
In der alten Kirche befanden sich 1744 drei Altäre. Einer war der zu Ehren der Apostel Petrus und Paulus geweihte Nebenaltar, der dem Heiligen Johannes geweihte Hauptaltar und ein Marienaltar. Für 1772 lässt sich außerdem ein Urbanaltar nachweisen.

### Glocken
Die alte Kirche besaß vier Glocken. Sie wurden in der neuen Kirche wieder verwendet. 1917 mussten die beiden größten Glocken abgeliefert werden. Nach dem Ersten Weltkrieg wurden sie durch zwei neue Glocken der Firma Humpert aus Brilon ersetzt. 1942 mussten wiederum die drei größten Glocken abgegeben werden, von denen 1945 nur die älteste aus dem Jahr 1847 zurückkehrte. Ersatz für diese Glocken erhielt die Pfarrkirche 1949 von der Firma Albert Junker aus Brilon. Da der Guss nicht gut gelungen war, bestellte die politische Gemeinde vier neue Glocken bei derselben Firma. Diese wurden am 9. Dezember 1955 in der sogenannten Briloner Sonderbronze, einer Messing-Silizium-Legierung, gegossen. Die große Glocke war ihren Maßen nach in der Tonlage cis′ geplant, ist jedoch einen halben Ton höher aus dem Guss gekommen.
| Nr. | Name         | Durchmesser (mm, ca.) | Masse (kg, ca.) | Schlagton (a′=435 Hz) | Inschrift                                                  |
| 1   | Muttergottes | 1.500                 | 1.830           | d′                    | MARIA MIT DEM KINDE LIEB, UNS ALLEN DEINEN SEGEN GIB       |
| 2   | St. Johannes | 1.270                 | 1.130           | e′                    | ST. JOHANNES, HOCH IN GNADEN, FÜHRE UNS AUF CHRISTI PFADEN |
| 3   | St. Agatha   | 1.130                 | 755             | fis′                  | ST. AGATHA WIR VEREHREN, HILF DEM BRANDE WEHREN            |
| 4   | St. Severin  | 1.000                 | 550             | gis′                  | ST. SEVERIN, HEHRER GOTTESMANN, NIMM DICH DER GEMEINDE AN  |

### Orgel

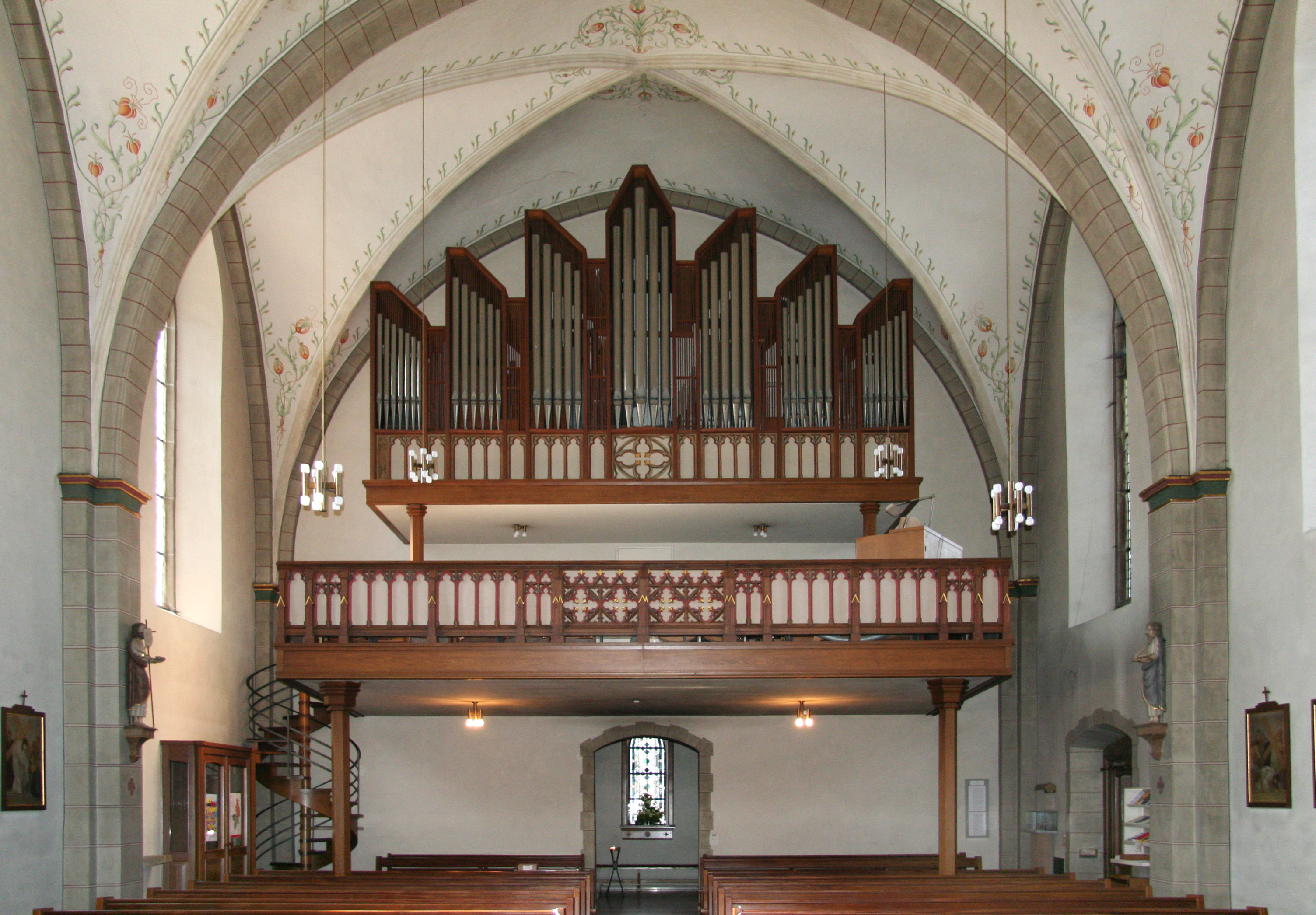
Orgel

Erstmals erhielt die Kirche im Jahr 1726 eine Orgel. Diese hatte acht Register. Für die neue Kirche erhielt der Orgelbauer Josef Oestreich (1817–1870) aus Bachrein bei Fulda 1850 den Auftrag, eine neue Orgel mit 16 Registern zu bauen. Die alte Orgel wurde verkauft. Nachdem die Oestreich-Orgel 1939 kaum noch brauchbar war, wurde sie von der Firma Fabritius in Düsseldorf restauriert und umgebaut. Sie konnte wegen des Zweiten Weltkriegs erst 1949 wieder geweiht werden.

### Sonstiges
Die Kanzel war mit Bildern der vier Evangelisten geschmückt. Zwei Beichtstühle, sechs Chorbänke und 30 Bänke standen in der Kirche. Außerdem gab es noch Plätze auf der Orgelbühne.
An der nördlichen Kirchenwand hing ein Muttergottesbild. 1770 wurde ein Bild des Heiligen Antonius von Padua bei dem Paderborner Meister Stratmann in Auftrag gegeben.
Eine Figur der Heiligen Barbara enthielt Reliquien aus dem 16. Jahrhundert. Zwei weitere Figuren der Apostel Petrus und Paulus stammten aus dem 18. Jahrhundert. Ein Beichtstuhl wurde erstmals um 1737 in der Kirche aufgestellt.
Der Taufstein bestand aus weißem Marmor.
In der neuen Kirche befinden sich aus dem 18. Jahrhundert zwei Figuren aus Weichholz gefertigt, beide etwa 1,10 Meter hoch, die die Heiligen Johannes Nepomuk und Aloysius darstellen. Eine weitere Figur aus Weichholz (90 Zentimeter hoch) stellt die Heilige Barbara dar. Sie enthält eine Vertiefung für eine Reliquienkapsel und stammt aus dem 16. Jahrhundert.